# 李浩錫
李 浩錫（イ・ホソク、朝鮮語: 이호석、1901年または1911年11月12日 - 1959年）は、大韓民国の教員、政治家、農家。第2代慶尚北道大邱市（現・大邱広域市）長、制憲韓国国会議員。本貫は星山李氏。字は致亨（チヒョン、치형）。

## 経歴
日本統治時代の慶尚北道星州郡出身。星州公立普通学校（現・星州初等学校）、大邱公立農業学校（現・大邱農業マイスター高等学校）、日本大学法学部卒。星州公立普通学校で教員を務めたほか、満州の吉林省で農場を経営した。1948年の初代総選挙では星州郡選挙区から無所属で出馬し国会議員に当選した。1951年9月19日から第2代大邱市長を務め、1952年5月5日に地方自治制度により大邱市議会の間接選挙で初代民選市長に選出された。その後は市議会と対立することになり、1952年10月14日に市議会で不信任決議が可決された。李は市議会の解散を要求したが、慶尚北道知事の申鉉燉はこれを許可しなかったため、同月24日に退任した。1958年には史上初の直接選挙による大邱市長選挙にも無所属候補として出馬したが、得票数はわずか1,891票で5位で落選した。1959年に死去。